# Scaphiella juvenilis
Scaphiella juvenilis är en spindelart som först beskrevs av Willis J. Gertsch och Davis 1936.  Scaphiella juvenilis ingår i släktet Scaphiella och familjen dansspindlar. Inga underarter finns listade i Catalogue of Life.